# Paidia palastinensis
Paidia palastinensis är en fjärilsart som beskrevs av Hans Georg Amsel 1935. Paidia palastinensis ingår i släktet Paidia och familjen björnspinnare. Inga underarter finns listade i Catalogue of Life.